# حمزة السهمي
أبو القاسم حمزة بن يوسف بن إبراهيم السهمي القرشي الجرجاني مؤرخ من الحفاظ، من أهل جرجان، تولى بها الخطابة والوعظ. من ذرية صاحب النبي هشام بن العاص بن وائل السهمي. أحد رواة الحديث النبوي، ومن أئمة الجرح والتعديل.

## طلبه للعلم
ولد سنة نيف وأربعين وثلاثمائة. أول سماعه بجرجان كان في سنة أربع وخمسين، سمع من أبيه المحدث أبي يعقوب، وأبي بكر محمد بن أحمد بن إسماعيل الصرام، وأبي أحمد بن عدي، وأبي بكر الإسماعيلي وخلق. وارتحل في سنة ثمان وستين إلى أصبهان والري وبغداد والبصرة والشام ومصر والحرمين وواسط والأهواز والكوفة. روى عن: أبي محمد بن ماسي، وأبي حفص الزيات، وأبي محمد بن غلام الزهري، وأبي بكر الوراق، وعبد الوهاب الكلابي، وأبي بكر بن عبدان الشيرازي، وأبي الحسن الدارقطني، وأبي زرعة محمد بن يوسف الكشي، وجعفر بن حنزابة الوزير، وميمون بن حمزة العلوي وطبقتهم. حدث عنه: أبو بكر البيهقي، وأبو القاسم القشيري، وأبو صالح المؤذن، وعلي بن محمد الزبحي وإسماعيل بن مسعدة الإسماعيلي، وإبراهيم بن عثمان الجرجاني، وأبو بكر أحمد بن علي بن خلف الشيرازي وآخرون. وصنف التصانيف وتكلم في العلل والرجال. عده السخاوي من أئمة الجرح والتعديل.

## كتبه
- تاريخ جرجان: ويسمى كتاب معرفة علماء أهل جرجان.
- معجم شيوخ السهمي.
- سؤالات حمزة بن يوسف السهمي لأبي الحسن الدارقطني: أوراق منه في تضعيف بعض المحدثين في الظاهرية.
- كتاب الأربعين في فضائل العباس.

## وفاته
توفي السهمي سنة 428 هـ عاش نيفا وثمانين عامًا.